# South Weston
South Weston är en by i civil parish Lewknor, i distriktet South Oxfordshire, i grevskapet Oxfordshire, i England. Byn är belägen 8 km från Thame. South Weston var en civil parish fram till 1954 när blev den en del av Lewknor. Civil parish hade 61 invånare år 1951. Byn nämndes i Domedagsboken (Domesday Book) år 1086, och kallades då Westone/Westune.